# Pieni Hirvisaari (ö, lat 61,65, long 29,09)
Pieni Hirvisaari är en ö i Finland. Den ligger i sjön Pihlajavesi och i kommunen Nyslott i  landskapet Södra Savolax, i den sydöstra delen av landet, 270 km nordost om huvudstaden Helsingfors. Öns area är 3 hektar och dess största längd är 410 meter i sydöst-nordvästlig riktning.